# ليناغلبتين
ليناغلبتين ويباع تحت الاسم التجاري تراجينتا وغيرها، هو دواء يُستخدم لعلاج داء السكري النوع الثاني. عمومًا يعد أقل تفصيلًا من الميتفورمين وسلفونيليوريا للمعالجة أولية. يستخدم مع ممارسة الرياضة والنظام الغذائي. لا يوصى به لمرضى السكري النوع الأول. يؤخذ هذا الدواء عن طريق الفم.
تشمل الآثار الجانبية الشائعة التهاب الأنف والحلق. ويمكن أن تتضمن الآثار الجانبية الخطيرة وذمة وعائية والتهاب البنكرياس آلام المفاصل. لا ينصح باستخدامه ثناء الحمل والرضاعة الطبيعية. ليناغلبتين هو مثبط ثنائي ببتيديل ببتيداز-4. يعمل عن طريق زيادة إنتاج الأنسولين وتقليل إنتاج الغلوكاغون بواسطة البنكرياس.
تمت الموافقة على ليناغلبتين للاستخدام الطبي في الولايات المتحدة في عام 2011. يكلف العرض الشهري في المملكة المتحدة هيئة الخدمات الصحية الوطنية حوالي 33.26 جنيهًا إسترلينيًا اعتبارًا من عام 2019. في الولايات المتحدة تبلغ تكلفة الجملة لهذا المبلغ حوالي 391 دولارًا أمريكيًا. في عام 2017، كان الدواء رقم 200 الأكثر شيوعًا في الولايات المتحدة، مع أكثر من مليوني وصفة طبية.

## الاستخدامات الطبية
أظهرت النتائج المرحلة الثالثة من التجارب السريرية لليناغلبين في عام 2010 أن الدواء يمكن أن يقلل بشكلٍ فعال من نسبة السكر في الدم.

## الآثار الجانبية
قد يسبب ليناغلبتين ألم شديد في المفاصل. تُحذر إدارة الغذاء والدواء الأمريكية (FDA) من أن أدوية السكري من النوع الثاني مثل سيتاغليبتين، وساكساغليبتين، وليناجلبين، والأجلوغتين قد تسبب آلام المفاصل التي يمكن أن تكون شديدة ومتأخرة. أضافت إدارة الغذاء والدواء الأمريكية (FDA) تحذيرًا جديدًا واحترازًا حول الخطر جميع الأدوية من فئة هذه الأدوية، والتي تسمى مثبطات ديبتيدل بيبتيداز 4 (DPP-4).
تنص معلومات وصف ليناغلبتين  على منع استعمال الدواء للأشخاص الذين يعانون من فرط استجابة القصبات الهوائية. الربو هو شكل من أشكال فرط الاستجابة القصبية.

## آلية العمل
ينتمي ليناغلبتين إلى فئة من الأدوية تسمى مثبط ثنائي ببتيديل ببتيداز-4.

## مصطلحات
ليناغلبتين هو اسم دولي غير مسجل الملكية.

## وصلات خارجية
- "ليناغلبتين". بوابة المعلومات الدوائية. المكتبة الوطنية الأمريكية للطب. مؤرشف من الأصل في 2020-10-04.
- تراجينتا (أستراليا)
- "تراجينتا EPAR". وكالة الأدوية الأوروبية (EMA). مؤرشف من الأصل في 2020-11-12.